# اسنوپی
اسنوپی (به انگلیسی: Snoopy) نام یک سگ کارتونی (کمیک) در تاریخ فرهنگ پاپ آمریکا است.
سازنده شخصیت اسنوپی چارلز شولتز بود.
اسنوپی سگ چارلی براون در داستان مصور سندیکایی دار و دستهُ مسخره ها(The Peanuts gang)است. شخصیت چارلی براون در دوم اکتبر ۱۹۵۰
توسط چارلز ام شولتز چارلز شولتس خلق شد و اسنوپی در دوم تا چهارم اکتبر همان سال همراه با صاحبش متولد شد.

## شخصیت
اسنوپی سگ داستان مصور و عامه پسند شولتز شخصیتی بدون تزویر و منصف دارد.
در آغاز کار، این شخصیت، دهم نوامبر نامیده می‌شد، بعد اسنیفی (sniffy) نام گرفت و در آخر اسنوپی (snoopy) نامیده شد.
اسنوپی در زبان نروژی به معنی نهایت احساسی گرفته شده از عبارت اسنوپا است.
در سال ۱۹۵۱ این شخصیت دنباله روی چارلی براون پسر بچه داستان که تصویری از خود-پرترهٔ طراح است،
است ولی گاه به نظر می‌رسد زندگی خودش را دارد و سرگرم کارهای خودش است.
شخصیتی مشابه اسنوپی در کمدی‌های (دار و دستهٔ جنایتکار ما) نیز دیده شده‌است. دار و دستهٔ جنایتکار ما سری
آمریکایی فیلم کمدی کوتاه است که داستان‌هایی از گروهی کودک فقیر و همسایه را به نمایش می‌گذارد.
اسنوپی تا دو سال شخصیتی صامت بود ولی در ۲۷ ماه می سال ۱۹۵۲ در تصویرسازی داستان، بالونی برای حرف‌هایش در نظر گرفته شد که حرف‌های اولیه اش بیشتر در مورد غذا به
صورت عبارات حکمت‌آمیز بود ولی در ادامه فصیح تر شد و به سگی معمولی تبدیل شد.
در این داستان مصور شخصیتی به نام ووداستاک(Woodstock)وجود دارد که بعد از اسنوپی دومین شخصیت غیرانسانی در این داستان است.
ووداستاک دوست صمیمی و همیشه همراه اسنوپی است.
ووداستاک پرنده‌ای است که در دهه ۶۰ به این داستان اضافه شد و به نظر می‌رسد پیرو اسنوپی است.
تا ۲۲ ژوئن ۱۹۷۰ این پرنده هیچ نامی نداشت ولی شولتز طی مصاحبه‌ای در ۱۹۷۰ نام این پرنده را وود استاک برگرفته از لوگوی فستیوال راک اعلام کرد.
ووداستاک پرنده‌ای چوب‌نشین است. لوگوی فستیوال راک این پرنده را نشسته بر گیتار نشان می‌دهد. ووداستاک نام نمایشگاه هنر و موسیقی نیز هست.

## ژانر پیناتس The peanuts genre
در داستان مصور مسخره‌ها که توسط ام شولتز نوشته و تصویرگری شده‌است
به شخصیت‌های این داستان مصور نام دار و دستهٔ مسخره‌ها تعلق گرفته‌است.
بعد از تاریخ تولید این کارتون می‌توان از داستان مصور پیناتس به عنوان
یک ژانر در داستان‌های مصور نام برد.
ممکن است استفاده از کلمهٔ پیناتس علاوه برداشتن معنی بادام زمینی به معنی مسخره نیز باشد و این دو معنی از این کلمه
هم بادام زمینی که در فرهنگ صبحانهٔ آمریکایی جای دارد و داستان را فولکور می‌سازد و هم‌معنی ضمنی این کلمه
یعنی مسخره‌ها مورد نظر خالق این اثر باشد.